# Locomotiva FS E.666
La locomotiva elettrica gruppo E.666 è un progetto sviluppato dal Servizio Materiale e Trazione delle Ferrovie dello Stato intorno alla fine degli anni sessanta nell'ambito dei piani di rinnovamento e modernizzazione del tempo. Il progetto arrivò solo allo stadio di realizzazione presso le OGR di Foligno del simulacro per le prove in linea, ma venne abbandonato dopo un certo tempo e non ebbe più seguito, anche per i mutati orientamenti direzionali e successivamente a causa dello sviluppo di nuove tecnologie di trazione con le locomotive E.633.

## Caratteristiche
La locomotiva prevedeva un inedito, per le ferrovie italiane, rodiggio Co'Co', e una potenza assorbita di 6.000 kW, allo scopo di poter trainare, alla velocità di 200 km/h, convogli di composizione superiore a quella ammissibile per le locomotive E.444; avrebbe preso la denominazione di E.666: i suoi motori di trazione e l'apparecchiatura elettrica sarebbero stati unificati con quelli delle E.444.
Il simulacro della locomotiva costruito non era completo di tutte le apparecchiature presenti di solito su una locomotiva elettrica ma era dotato dei serbatoi dell'aria compressa e delle altre apparecchiature indispensabili; venne provato in linea per studiare il comportamento dinamico dei carrelli sperimentali a tre assi, i cui motori venivano alimentati dall'equipaggiamento elettrico di una locomotiva E.444, inizialmente la E.444.016, a cui era agganciato. Venne accantonato agli inizi del 1977: effettuò il suo ultimo viaggio il 26 gennaio da Firenze a Foligno (come 289 bis da Firenze a Terontola e come 76526 da Terontola a Foligno); all'inizio dell'estate del 1981 si trovava ancora ricoverato in stazione a Foligno, venne poi trasferito all'interno delle vicine Officine Grandi Riparazioni e demolito nel corso del 1983 fornendo parti di ricambio alle E.444.
Le caratteristiche tecniche della locomotiva:
- potenza continuativa di 5.600 kW,
- 6 motori del tipo T 750;
- massa totale di 114.000 kg;;
- massa per asse di 19.000 kg;
- lunghezza tra i respingenti 20.000 mm;
- diametro delle ruote 1.250 mm;
- passo tra gli assi esterni del carrello 4.600 mm;
- rapporto di trasmissione 40/77.
- Frenatura elettrica reostatica da 200 a 30 km/h.

## Riproduzioni fermodellistiche
Il simulacro dell'E.666 e la locomotiva E.444.016 a esso accoppiata sono stati oggetto di riproduzione fermodellistica in scala H0 da parte della ditta ACME nel 2011, in occasione dei suoi primi dieci anni di attività.